# Liga Mexicana de Béisbol 2010
La Temporada 2010 de la Liga Mexicana de Béisbol, llamada oficialmente Temporada Bicentenario, fue la edición número 86. Dio inicio el 16 de marzo de 2010 cuando los campeones del 2009, Saraperos de Saltillo, recibieron a los Acereros del Norte. Se continuó con los mismos equipos de la temporada anterior y el mismo formato de temporada, con un total de 107 partidos y sin juegos interzonas. A partir de esta temporada se acordó que los equipos debían de tener contratados a todos sus peloteros como máximo el 31 de enero, los jugadores que no estuvieran contratados para esa fecha, no podrían jugar esta temporada; también, se decidió que la Serie Final 2010 iniciaría en la Zona Sur, el próximo año en la Norte y así sucesivamente, por lo que a partir de esta temporada el Juego de Estrellas no influiría en este aspecto.
Para esta temporada la LMB se unió a los festejos por el Centenario de la Revolución Mexicana y el Bicentenario de la Independencia de México empezando por el nombre de la temporada; asimismo, se renombró a la Zona Norte como "Francisco I. Madero" y a la Zona Sur como "Miguel Hidalgo", y cada zona contó con un logotipo especial que mostraba la silueta del personaje. En el logotipo de la LMB se sustituyó el nombre de la liga por la palabra Bicentenario, con un fondo en color dorado, mientras que el eslogan para esta temporada fue: Honrar el pasado, construir el futuro. La Serie Final fue llamada "Serie del Bicentenario" y el Juego de Estrellas se llamó "Juego de Estrellas Bicentenario". La primera vuelta de la temporada se llamó "Vuelta de la Independencia" y la segunda "Vuelta de la Revolución".
Los Saraperos de Saltillo dirigidos por Orlando Sánchez se coronaron campeones por segunda temporada consecutiva al ganar la Serie Final 4-1 a los Pericos de Puebla. Con esto, Saltillo logró el primer Bicampeonato y obtuvo su segundo título de manera oficial en su historia en la LMB, ya que el de 1980 no es aceptado por haberse obtenido en una temporada extraordinaria.

## Equipos participantes
| Liga Mexicana de Béisbol 2010 |                              |           |                          |                                      |           |
| Zona                          | Equipo                       | Fundación | Ciudad                   | Estadio                              | Capacidad |
| Franciso I. Madero            | Acereros del Norte           | 1974      | Monclova, Coahuila       | Monclova                             | 8,500     |
| Franciso I. Madero            | Broncos de Reynosa           | 1963      | Reynosa, Tamaulipas      | Adolfo López Mateos                  | 10,000    |
| Franciso I. Madero            | Diablos Rojos del México     | 1940      | México, D. F.            | Foro Sol                             | 25,000    |
| Franciso I. Madero            | Dorados de Chihuahua         | 1936      | Chihuahua, Chihuahua     | Monumental Chihuahua                 | 14,500    |
| Franciso I. Madero            | Saraperos de Saltillo        | 1970      | Saltillo, Coahuila       | Francisco I. Madero                  | 16,000    |
| Franciso I. Madero            | Sultanes de Monterrey        | 1939      | Monterrey, Nuevo León    | Monterrey                            | 22,061    |
| Franciso I. Madero            | Tecolotes de Nuevo Laredo    | 1940      | Nuevo Laredo, Tamaulipas | Nuevo Laredo                         | 7,555     |
| Franciso I. Madero            | Vaqueros Laguna              | 1940      | Torreón, Coahuila        | Revolución                           | 9,500     |
| Miguel Hidalgo                | Guerreros de Oaxaca          | 1996      | Oaxaca, Oaxaca           | Eduardo Vasconcelos                  | 7,200     |
| Miguel Hidalgo                | Leones de Yucatán            | 1954      | Mérida, Yucatán          | Kukulcán                             | 14,917    |
| Miguel Hidalgo                | Olmecas de Tabasco           | 1975      | Villahermosa, Tabasco    | Centenario 27 de Febrero             | 8,500     |
| Miguel Hidalgo                | Pericos de Puebla            | 1938      | Puebla, Puebla           | Hermanos Serdán                      | 12,112    |
| Miguel Hidalgo                | Petroleros de Minatitlán     | 1992      | Minatitlán, Veracruz     | 18 de marzo de 1938                  | 7,500     |
| Miguel Hidalgo                | Piratas de Campeche          | 1980      | Campeche, Campeche       | Nelson Barrera Romellón              | 6,000     |
| Miguel Hidalgo                | Rojos del Águila de Veracruz | 1903      | Veracruz, Veracruz       | Deportivo Universitario "Beto Ávila" | 7,782     |
| Miguel Hidalgo                | Tigres de Quintana Roo       | 1955      | Cancún, Quintana Roo     | Beto Ávila                           | 9,500     |

## Posiciones

### Vuelta de la Independencia
Primera Vuelta
| Zona Franciso I. Madero | Zona Franciso I. Madero | Zona Franciso I. Madero | Zona Franciso I. Madero | Zona Franciso I. Madero | Zona Franciso I. Madero |
| Equipo                  | JG                      | JP                      | PCT                     | JV                      | PTS                     |
| ----------------------- | ----------------------- | ----------------------- | ----------------------- | ----------------------- | ----------------------- |
| Monterrey               | 32                      | 21                      | .604                    | -                       | 8                       |
| Saltillo                | 30                      | 23                      | .566                    | 2.0                     | 7                       |
| México*                 | 29                      | 24                      | .547                    | 3.0                     | 6.5                     |
| Reynosa                 | 29                      | 24                      | .547                    | 3.0                     | 6                       |
| Chihuahua               | 28                      | 25                      | .528                    | 4.0                     | 5.5                     |
| Laguna                  | 25                      | 28                      | .472                    | 7.0                     | 5                       |
| Monclova                | 20                      | 33                      | .377                    | 12.0                    | 4.5                     |
| Nuevo Laredo            | 19                      | 34                      | .358                    | 13.0                    | 4                       |

| Zona Miguel Hidalgo | Zona Miguel Hidalgo | Zona Miguel Hidalgo | Zona Miguel Hidalgo | Zona Miguel Hidalgo | Zona Miguel Hidalgo |
| Equipo              | JG                  | JP                  | PCT                 | JV                  | PTS                 |
| ------------------- | ------------------- | ------------------- | ------------------- | ------------------- | ------------------- |
| Puebla              | 37                  | 14                  | .725                | -                   | 8                   |
| Oaxaca              | 30                  | 22                  | .577                | 7.5                 | 7                   |
| Quintana Roo        | 29                  | 22                  | .569                | 8.0                 | 6.5                 |
| Yucatán             | 28                  | 25                  | .528                | 10.0                | 6                   |
| Veracruz            | 24                  | 29                  | .453                | 14.0                | 5.5                 |
| Tabasco             | 22                  | 31                  | .415                | 16.0                | 5                   |
| Campeche            | 21                  | 32                  | .396                | 17.0                | 4.5                 |
| Minatitlán          | 18                  | 34                  | .346                | 19.5                | 4                   |

### Vuelta de la Revolución
Segunda Vuelta
| Zona Francisco I. Madero | Zona Francisco I. Madero | Zona Francisco I. Madero | Zona Francisco I. Madero | Zona Francisco I. Madero | Zona Francisco I. Madero |
| Equipo                   | JG                       | JP                       | PCT                      | JV                       | PTS                      |
| ------------------------ | ------------------------ | ------------------------ | ------------------------ | ------------------------ | ------------------------ |
| México                   | 35                       | 16                       | .686                     | -                        | 8                        |
| Monclova                 | 33                       | 19                       | .635                     | 2.5                      | 7                        |
| Chihuahua                | 31                       | 23                       | .574                     | 5.5                      | 6.5                      |
| Reynosa                  | 27                       | 27                       | .500                     | 9.5                      | 6                        |
| Monterrey                | 26                       | 27                       | .491                     | 10.0                     | 5.5                      |
| Saltillo                 | 25                       | 26                       | .490                     | 10.0                     | 5                        |
| Laguna                   | 20                       | 34                       | .370                     | 16.5                     | 4.5                      |
| Nuevo Laredo             | 13                       | 38                       | .255                     | 22.0                     | 4                        |

| Zona Miguel Hidalgo | Zona Miguel Hidalgo | Zona Miguel Hidalgo | Zona Miguel Hidalgo | Zona Miguel Hidalgo | Zona Miguel Hidalgo |
| Equipo              | JG                  | JP                  | PCT                 | JV                  | PTS                 |
| ------------------- | ------------------- | ------------------- | ------------------- | ------------------- | ------------------- |
| Campeche            | 31                  | 18                  | .633                | -                   | 8                   |
| Oaxaca              | 30                  | 23                  | .566                | 3.0                 | 7                   |
| Puebla              | 29                  | 25                  | .537                | 4.5                 | 6.5                 |
| Quintana Roo        | 27                  | 25                  | .519                | 5.5                 | 6                   |
| Yucatán             | 26                  | 25                  | .510                | 6.0                 | 5.5                 |
| Minatitlán          | 26                  | 26                  | .500                | 6.5                 | 5                   |
| Tabasco             | 24                  | 29                  | .453                | 9.0                 | 4.5                 |
| Veracruz            | 15                  | 37                  | .288                | 17.5                | 4                   |

### Global
| Zona Francisco I. Madero | Zona Francisco I. Madero | Zona Francisco I. Madero | Zona Francisco I. Madero | Zona Francisco I. Madero | Zona Francisco I. Madero |
| Equipo                   | JG                       | JP                       | PCT                      | JV                       | PTS                      |
| ------------------------ | ------------------------ | ------------------------ | ------------------------ | ------------------------ | ------------------------ |
| México                   | 64                       | 40                       | .615                     | -                        | 14.5                     |
| Monterrey                | 58                       | 48                       | .547                     | 7.0                      | 13.5                     |
| Chihuahua                | 59                       | 48                       | .551                     | 6.5                      | 12                       |
| Saltillo                 | 55                       | 49                       | .529                     | 9.0                      | 12                       |
| Reynosa                  | 56                       | 51                       | .523                     | 9.5                      | 12                       |
| Monclova                 | 53                       | 52                       | .505                     | 11.5                     | 11.5                     |
| Laguna                   | 45                       | 62                       | .421                     | 20.5                     | 9.5                      |
| Nuevo Laredo             | 32                       | 72                       | .308                     | 32.0                     | 8                        |

| Zona Miguel Hidalgo | Zona Miguel Hidalgo | Zona Miguel Hidalgo | Zona Miguel Hidalgo | Zona Miguel Hidalgo | Zona Miguel Hidalgo |
| Equipo              | JG                  | JP                  | PCT                 | JV                  | PTS                 |
| ------------------- | ------------------- | ------------------- | ------------------- | ------------------- | ------------------- |
| Puebla              | 66                  | 39                  | .629                | -                   | 14.5                |
| Oaxaca              | 60                  | 45                  | .571                | 6.0                 | 14                  |
| Quintana Roo        | 56                  | 47                  | .544                | 9.0                 | 12.5                |
| Yucatán             | 54                  | 50                  | .519                | 11.5                | 11.5                |
| Campeche            | 52                  | 50                  | .510                | 12.5                | 12.5                |
| Tabasco             | 46                  | 60                  | .434                | 20.5                | 9.5                 |
| Veracruz            | 39                  | 66                  | .371                | 27.0                | 9.5                 |
| Minatitlán          | 44                  | 60                  | .423                | 21.5                | 9                   |

Nota: La LMB consideró a la suma de puntos de las 2 vueltas para definir el Standing Global, por eso los Sultanes de Monterrey quedaron en el segundo lugar de la Zona Norte en lugar de los Dorados de Chihuahua, y los Rojos del Águila de Veracruz en el séptimo lugar de la Zona Sur en lugar de los Petroleros de Minatitlán; a pesar de tener ambos equipos (Monterrey y Veracruz) un peor porcentaje que Chihuahua y Minatitlán.
Por otro lado, los Saraperos de Saltillo y los Leones de Yucatán calificaron por porcentaje, dejanfo afuera de la postemporada a los Broncos de Reynosa en la Zona Norte y a los Piratas de Campeche en la Zona Sur respectivamente.
| Clasificado a los playoffs |

## Juego de Estrellas Bicentenario
El Juego de Estrellas Bicentenario se realizó el 25 de mayo en el Estadio Monumental Chihuahua de Chihuahua, Chihuahua, casa de los Dorados de Chihuahua. En dicho encuentro la Zona Madero se impuso a la Zona Hidalgo por 4-3. Leo Heras, de los Broncos de Reynosa y quien disparó el hit que significó la victoria para la Zona Francisco I. Madero en la séptima entrada, fue elegido por la prensa especializada como el Jugador Más Valioso. Un día antes se celebró el Home Run Derby y la cena de premiación a lo mejor del 2009.
Para esta ocasión la cadena ESPN Dos tuvo nuevamente los derechos de transmisión por televisión del juego. Por radio las cadena RASA fue la encargada de transmitir el partido a nivel nacional.

### Tirilla(enlace rotodisponible enInternet Archive; véase elhistorial, laprimera versióny laúltima).
| Equipo                                                    | 1 | 2 | 3 | 4 | 5 | 6 | 7 | 8 | 9 | C | H | E |
| --------------------------------------------------------- | - | - | - | - | - | - | - | - | - | - | - | - |
| Zona Hidalgo                                              | 0 | 2 | 0 | 1 | 0 | 0 | 0 | 0 | 0 | 3 | 7 | 1 |
| Zona Madero                                               | 2 | 0 | 0 | 0 | 1 | 0 | 1 | 0 | X | 4 | 8 | 2 |
| G: Esteban Hernández; P: José Vargas; SV: Miguel Saladín. |   |   |   |   |   |   |   |   |   |   |   |   |
| HR: No hubo. ASIST: 8,391.                                |   |   |   |   |   |   |   |   |   |   |   |   |

### Home Run Derby
El cañonero de los Saraperos de Saltillo, Refugio "Cuco" Cervantes, conquistó el Derby de Jonrones, celebrado en el Estadio Monumental Chihuahua.
Cervantes, representante de la Zona Francisco I. Madero, superó a Japhet Amador, de los Diablos Rojos del México y de la misma zona, cinco cuadrangulares a cuatro en la ronda final.
| Jugador             | Equipo    | 1.ª Ronda | 2.ª ronda | Final | Total |
| ------------------- | --------- | --------- | --------- | ----- | ----- |
| Refugio Cervantes   | Saltillo  | 6         | 7         | 5     | 18    |
| Japhet Amador       | México    | 5         | 4         | 4     | 13    |
| Luis Alfonso García | Monterrey | 8         | 0         | -     | 8     |
| Michel Abreu        | Tabasco   | 4         | 0         | -     | 4     |
| Francisco Méndez    | Chihuahua | 1         | -         | -     | 1     |
| Willis Otáñez       | Puebla    | 1         | -         | -     | 1     |
| Rubén Rivera        | Campeche  | 1         | -         | -     | 1     |
| Víctor Díaz         | Veracruz  | 0         | -         | -     | 0     |

## Playoffs
|  | Primer Playoff   | Primer Playoff   | Primer Playoff   |           |   | Series de Campeonato      | Series de Campeonato      | Series de Campeonato      |  |   | Serie del Bicentenario | Serie del Bicentenario | Serie del Bicentenario |  |
|  | 20 - 30 de julio | 20 - 30 de julio | 20 - 30 de julio |           |   | 30 de julio - 8 de agosto | 30 de julio - 8 de agosto | 30 de julio - 8 de agosto |  |   | 10 - 16 de agosto      | 10 - 16 de agosto      | 10 - 16 de agosto      |  |
|  |                  |                  |                  |           |   |                           |                           |                           |  |   |                        |                        |                        |  |
|  |                  |                  |                  |           |   |                           |                           |                           |  |   |                        |                        |                        |  |
|  | 4                | Saltillo         | 4                |           |   |                           |                           |                           |  |   |                        |                        |                        |  |
|  | 4                | Saltillo         | 4                |           |   |                           |                           |                           |  |   |                        |                        |                        |  |
|  | 1                | México           | 3                |           |   |                           |                           |                           |  |   |                        |                        |                        |  |
|  | 1                | México           | 3                |           | 4 | Saltillo                  | 4                         |                           |  |   |                        |                        |                        |  |
|  | Zona Norte       |                  |                  |           | 4 | Saltillo                  | 4                         |                           |  |   |                        |                        |                        |  |
|  |                  |                  | 2                | Monterrey | 2 |                           |                           |                           |  |   |                        |                        |                        |  |
|  | 3                | Chihuahua        | 2                | Monterrey | 2 | 1                         |                           |                           |  |   |                        |                        |                        |  |
|  | 3                | Chihuahua        |                  |           |   |                           |                           |                           |  |   |                        |                        |                        |  |
|  | 2                | Monterrey        | 4                |           |   |                           |                           |                           |  |   |                        |                        |                        |  |
|  | 2                | Monterrey        | 4                |           |   |                           |                           |                           |  | 4 | Saltillo               | 4                      |                        |  |
|  |                  |                  |                  |           |   |                           |                           |                           |  | 4 | Saltillo               | 4                      |                        |  |
|  |                  |                  | 1                | Puebla    | 1 |                           |                           |                           |  |   |                        |                        |                        |  |
|  | 3                | Quintana Roo     | 1                | Puebla    | 1 | 3                         |                           |                           |  |   |                        |                        |                        |  |
|  | 3                | Quintana Roo     |                  |           |   |                           |                           |                           |  |   |                        |                        |                        |  |
|  | 2                | Oaxaca           | 4                |           |   |                           |                           |                           |  |   |                        |                        |                        |  |
|  | 2                | Oaxaca           | 4                |           | 2 | Oaxaca                    | 2                         |                           |  |   |                        |                        |                        |  |
|  | Zona Sur         |                  |                  |           | 2 | Oaxaca                    | 2                         |                           |  |   |                        |                        |                        |  |
|  |                  |                  | 1                | Puebla    | 4 |                           |                           |                           |  |   |                        |                        |                        |  |
|  | 4                | Yucatán          | 1                | Puebla    | 4 | 2                         |                           |                           |  |   |                        |                        |                        |  |
|  | 4                | Yucatán          |                  |           |   |                           |                           |                           |  |   |                        |                        |                        |  |
|  | 1                | Puebla           | 4                |           |   |                           |                           |                           |  |   |                        |                        |                        |  |
|  | 1                | Puebla           | 4                |           |   |                           |                           |                           |  |   |                        |                        |                        |  |
|  |                  |                  |                  |           |   |                           |                           |                           |  |   |                        |                        |                        |  |

### Serie del Bicentenario
Los Saraperos de Saltillo se coronaron Bicampeones al derrotar 4-1 a los Pericos de Puebla en la serie por el título. El juego decisivo se disputó el 16 de agosto en el Estadio Francisco I. Madero de Saltillo, Coahuila.
El título de Jugador más valioso de la serie le fue otorgado al pitcher Héctor Daniel Rodríguez, quien se apuntó el triunfo del cuarto juego con pizarra de 5-0. Rodríguez tiró ocho entradas en blanco, en las cuales espació siete hits, dio par de bases por bolas y ponchó a nueve hombres. Rodríguez terminó la Serie Bicentenario con récord de 1-0, 0.75 en carreras limpias admitidas en dos aperturas, pues lanzó en el segundo de la serie, suspendido por lluvia en Puebla. Totalizó 12.0 entradas, permitió 11 hits, sólo una carrera y ponchó a una docena de enemigos.
Orlando Sánchez llega a dos títulos de Liga Mexicana de Béisbol. Es la decimotercera ocasión que hay un Bicampeón en el circuito de verano y Saraperos es el undécimo club que lo consigue. En la historia de la LMB sólo hay un Tricampeón: los Industriales de Monterrey, de Lázaro Salazar (47-49).
Los coahuilenses impusieron un nuevo récord de más carreras anotadas en un juego de Serie Final. El anterior era de 19, logrado por tres equipos: el 74 Regimiento de Puebla en 1925; los Tigres Capitalinos ante Diablos Rojos del México en 2000 y los propios Tigres (Puebla) frente a Saltillo en 2005.
Por su parte, Carlos González empató la marca de más dobles en un juego de Serie Final, con tres. La hazaña fue lograda por Luis Polonia, de Tigres, en 2001 y por Jesús Castillo, de Leones de Yucatán, en 2006. Mientras 'Cuco' Cervantes igualó el de más anotadas, con cuatro, el último en conseguirlo fue Matías Carillo en septiembre de 2005.
Además, su racha de juegos consecutivos entre temporadas, con al menos un cuadrangular, se extendió a 33.
Esta fue la ocasión 18 que una Serie Final concluye en cinco juegos. La última vez que una acabó de esta manera, fue la que Diablos Rojos del México ganó frente a Sultanes de Monterrey, en 2008. Así Saraperos se inscribe en la historia.

#### Juego 1(enlace rotodisponible enInternet Archive; véase elhistorial, laprimera versióny laúltima).
10 de agosto de 2010; Estadio Hermanos Serdán, Puebla, Puebla.
| Equipo                                                                                         | 1 | 2 | 3 | 4 | 5 | 6 | 7 | 8 | 9 | C | H  | E |
| ---------------------------------------------------------------------------------------------- | - | - | - | - | - | - | - | - | - | - | -- | - |
| Saltillo                                                                                       | 1 | 1 | 0 | 0 | 0 | 0 | 2 | 0 | 2 | 6 | 12 | 0 |
| Puebla                                                                                         | 0 | 1 | 1 | 3 | 0 | 0 | 0 | 0 | 0 | 5 | 8  | 3 |
| G: Cecilio Garibaldi (1-0, 0.00); P: Luis Ramírez (0-1, 0.00); SV: Mario Mendoza (1).          |   |   |   |   |   |   |   |   |   |   |    |   |
| HR: SAL - J. Rodríguez (1); PUE - I. Cervantes (1), C. Tapia (1), R. Reyes (1). ASIST: 10,389. |   |   |   |   |   |   |   |   |   |   |    |   |

#### Juego 2(enlace rotodisponible enInternet Archive; véase elhistorial, laprimera versióny laúltima).
11 de agosto y 12 de agosto de 2010; Estadio Hermanos Serdán, Puebla, Puebla.
| Equipo                                                                                 | 1 | 2 | 3 | 4 | 5 | 6 | 7 | 8 | 9 | C | H | E |
| -------------------------------------------------------------------------------------- | - | - | - | - | - | - | - | - | - | - | - | - |
| Saltillo                                                                               | 0 | 2 | 0 | 0 | 0 | 0 | 0 | 2 | 0 | 4 | 7 | 0 |
| Puebla                                                                                 | 0 | 0 | 1 | 0 | 1 | 0 | 0 | 1 | 0 | 3 | 9 | 1 |
| G: Thomas Melgarejo (1-0, 0.00); P: Mauricio Lara (0-1, 13.50); SV: Mario Mendoza (2). |   |   |   |   |   |   |   |   |   |   |   |   |
| HR: SAL - G. Martínez (1). ASIST: 9,111.                                               |   |   |   |   |   |   |   |   |   |   |   |   |

#### Juego 3(enlace rotodisponible enInternet Archive; véase elhistorial, laprimera versióny laúltima).
14 de agosto de 2010; Estadio Francisco I. Madero, Saltillo, Coahuila.
| Equipo                                                                                       | 1 | 2 | 3 | 4 | 5 | 6 | 7 | 8 | 9 | C | H  | E |
| -------------------------------------------------------------------------------------------- | - | - | - | - | - | - | - | - | - | - | -- | - |
| Puebla                                                                                       | 8 | 0 | 0 | 0 | 0 | 0 | 0 | 0 | 0 | 8 | 15 | 1 |
| Saltillo                                                                                     | 0 | 0 | 0 | 3 | 0 | 1 | 1 | 0 | 0 | 5 | 10 | 0 |
| G: Andrés Meza (1-0, 5.40); P: Fernando Villalobos (0-1, 81.00); SV: Luis Ramírez (1).       |   |   |   |   |   |   |   |   |   |   |    |   |
| HR: PUE - R. Serrano (1), R. Reyes (2), V. Gámez (1); SAL - R. Cervantes (1). ASIST: 14,738. |   |   |   |   |   |   |   |   |   |   |    |   |

#### Juego 4(enlace rotodisponible enInternet Archive; véase elhistorial, laprimera versióny laúltima).
15 de agosto de 2010; Estadio Francisco I. Madero, Saltillo, Coahuila.
| Equipo                                                                      | 1 | 2 | 3 | 4 | 5 | 6 | 7 | 8 | 9 | C | H  | E |
| --------------------------------------------------------------------------- | - | - | - | - | - | - | - | - | - | - | -- | - |
| Puebla                                                                      | 0 | 0 | 0 | 0 | 0 | 0 | 0 | 0 | 0 | 0 | 7  | 1 |
| Saltillo                                                                    | 0 | 0 | 2 | 0 | 1 | 1 | 1 | 0 | X | 5 | 11 | 1 |
| G: Héctor Rodríguez (1-0, 0.75); P: Omar Espinoza (0-1, 4.76); SV: No hubo. |   |   |   |   |   |   |   |   |   |   |    |   |
| HR: SAL - N. Muñoz (1). ASIST: 15,121.                                      |   |   |   |   |   |   |   |   |   |   |    |   |

#### Juego 5(enlace rotodisponible enInternet Archive; véase elhistorial, laprimera versióny laúltima).
16 de agosto de 2010; Estadio Francisco I. Madero, Saltillo, Coahuila.
| Equipo                                                                       | 1 | 2 | 3 | 4 | 5 | 6 | 7 | 8 | 9 | C  | H  | E |
| ---------------------------------------------------------------------------- | - | - | - | - | - | - | - | - | - | -- | -- | - |
| Puebla                                                                       | 1 | 0 | 0 | 0 | 0 | 0 | 0 | 0 | 1 | 2  | 11 | 3 |
| Saltillo                                                                     | 3 | 0 | 5 | 4 | 8 | 0 | 1 | 0 | X | 21 | 20 | 1 |
| G: José Mercedes (1-0, 3.45); P: Guadalupe Pérez (0-1, 11.37); SV: No hubo.  |   |   |   |   |   |   |   |   |   |    |    |   |
| HR: SAL - J. Cota (1), R. Cervantes (2 y 3), G. Martínez (2). ASIST: 15,421. |   |   |   |   |   |   |   |   |   |    |    |   |

## Líderes
A continuación se muestran los lideratos tanto individuales como colectivos de los diferentes departamentos de bateo y de pitcheo.

### Bateo
| Categoría           | Individual                                                       | Marca | Colectivo                | Marca |
| ------------------- | ---------------------------------------------------------------- | ----- | ------------------------ | ----- |
| Porcentaje          | Willis Otáñez (PUE)                                              | .393  | Diablos Rojos del México | .322  |
| Carreras Producidas | Víctor Díaz (VER)                                                | 96    | Diablos Rojos del México | 617   |
| Home Runs           | Víctor Díaz (VER)                                                | 29    | Diablos Rojos del México | 110   |
| Carreras Anotadas   | Oscar Robles (MEX)                                               | 95    | Diablos Rojos del México | 652   |
| Hits                | Sandy Madera (YUC)                                               | 146   | Pericos de Puebla        | 1,144 |
| Dobles              | José Rodríguez (SAL)                                             | 45    | Diablos Rojos del México | 237   |
| Triples             | Eloy Gutiérrez (OAX) Chris Roberson (MTY) Donzell McDonald (MVA) | 9     | Guerreros de Oaxaca      | 31    |
| Bases Robadas       | Alexis Gómez (LAG)                                               | 37    | Vaqueros Laguna          | 110   |
| Slugging            | Sandy Madera (YUC)                                               | .630  | Diablos Rojos del México | .493  |

### Pitcheo
| Categoría         | Individual            | Marca | Colectivo                | Marca |
| ----------------- | --------------------- | ----- | ------------------------ | ----- |
| Efectividad       | Mac Suzuki (CHI)      | 2.89  | Piratas de Campeche      | 4.17  |
| Juegos Ganados    | Bobby Cramer (TIG)    | 13    | Pericos de Puebla        | 66    |
| Ponches           | Bobby Cramer (TIG)    | 123   | Dorados de Chihuahua     | 631   |
| Entradas Lanzadas | Lorenzo Barceló (PUE) | 135.2 | Dorados de Chihuahua     | 937.2 |
| Juegos Completos  | Bobby Cramer (TIG)    | 5     | Piratas de Campeche      | 6     |
| Blanqueadas       | Bobby Cramer (TIG)    | 3     | Diablos Rojos del México | 11    |
| Juegos Salvados   | Luis Ramírez (PUE)    | 30    | Pericos de Puebla        | 33    |
| WHIP              | Bobby Cramer (TIG)    | 1.12  | Sultanes de Monterrey    | 1.46  |

## Designaciones
| Designación         | Ganador          | Equipo                   |
| ------------------- | ---------------- | ------------------------ |
| Jugador más valioso | Willis Otáñez    | Pericos de Puebla        |
| Pitcher del año     | Bobby Cramer     | Tigres de Quintana Roo   |
| Relevista del año   | Luis Ramírez     | Pericos de Puebla        |
| Novato del año      | Héctor Velázquez | Piratas de Campeche      |
| Retorno del año     | Isidro Márquez   | Petroleros de Minatitlán |
| Mánager del año     | Alfonso Jiménez  | Pericos de Puebla        |
| Ejecutivo del año   | Álvaro Ley       | Saraperos de Saltillo    |

## Acontecimientos relevantes
- 3 de julio: Azael Álvarez de los Broncos de Reynosa lanza juego sin hit ni carrera de 7 entradas con marcador de 11-0 sobre los Dorados de Chihuahua.
- 25 de julio: Héctor Daniel Rodríguez de los Saraperos de Saltillo lanza juego sin hit ni carrera de 9 entradas con marcador de 7-0 sobre los Diablos Rojos del México.[11]